# یوکیکا تراموتو
یوکیکا تراموتو (انگلیسی: Yukika Teramoto؛ زادهٔ ۱۶ فوریهٔ ۱۹۹۳) صداپیشه اهل ژاپن است.